# La Lettre à Lulu
Proche des idées libertaires, La Lettre à Lulu est un journal satirique nantais, créé en décembre 1995 par Éric Chalmel, Philippe Dossal, Nicolas de La Casinière et Patrick Ardois.

## Historique
Son premier directeur de la publication (1995-2003) est Éric Chalmel, dessinateur de presse sous le pseudonyme de Frap.
C'est l'un des tout premiers journaux locaux satiriques, qui applique les méthodes et le style du Canard enchaîné à une échelle locale.
Il est édité à 3 300 exemplaires, à raison de six à huit numéros chaque année depuis 1996 sur papier recyclé. Les textes sont publiés sous copyleft.
Dès 1997, Georges Courtois y signe des comptes-rendus d'audiences judiciaires sous la rubrique « Courtoisie de Palais »,.
Son directeur de publication est, depuis 2003, Nicolas de La Casinière, journaliste et dessinateur qui participe aussi au journal satirique Zélium.
Après le départ de Philippe Dossal et d'Eric Chalmel, le journal a pris un tour plus engagé, notamment contre le projet d'aéroport de Notre-Dame des Landes.
Ses bénéfices étaient entièrement bus dans des « Fêtes à Lulu » ouvertes à ses lecteurs.
Selon L'Express (2000), « La Lettre à Lulu, « irrégulomadaire » satirique dont les Nantais s'arrachent les plus de 3 000 exemplaires à chaque parution, représente un véritable cauchemar pour la classe politique locale et tous les pouvoirs en général ».

## Sources
- Martin Brésis, « Du Ravi au Postillon : portraits de journaux locaux irrévérencieux », Les Inrocks,‎ 3 mars 2013 (lire en ligne).
- Jean-Claude Renard, « Le pluralisme contre-attaque ! », Politis,‎ 10 juillet 2014 (lire en ligne).
- Eugénie Barbezat, « La lettre à Lulu, indépendance et engagement à la sauce nantaise ! », sur Liberté sur paroles, 13 décembre 2011.

### En notes
- Commission de coordination de la documentation administrative, Miviludes, Rapport au premier ministre, La Documentation Française, 2006, page 117.